# 16.º Regimiento de Instrucción Aérea
El 16º Regimiento de Instrucción Aérea (16. Flieger-Ausbildungs-Regiment) fue una unidad de la Luftwaffe de la Alemania nazi.

## Historia
Fue formado el 1 de enero de 1942 en Schleswig, a partir del 16º Batallón de Instrucción Aérea. El 16 de agosto de 1942 es redesignado como el 16º Regimiento Aéreo.
- Stab
- I Batallón de Instrucción desde el 16º Batallón de Instrucción Aérea
- II Batallón de Instrucción (Nuevo)

## Comandantes
- Coronel Hans-Jochen von Arnim - (1 de enero de 1941 - 16 de agosto de 1942)

## Orden de batalla
Formación del 1 de enero de 1942:
- Stab
- I Batallón de Instrucción a partir del 16º Batallón de Instrucción Aérea
- II Batallón de Instrucción (nuevo)